# بیمارستان ضیائیان تهران
بیمارستان ضیائیان تهران بیمارستانی دانشگاهی – درمانی که  در سال ١٣٣٦ طراحی و در سال ١٣٤٤ احداث بنای بیمارستان آغاز شد درزمینی به مساحت  ۷۵۰۰  مترمربع که توسط فردی بنام محمود ضیاییان وقف شده بود، افتتاح گردید. در حال حاضر، این بیمارستان ۱۵۵ تخت ثابت دارد که ۱۰۶ تخت آن فعال می‌باشد. تعداد اعضای هیأت علمی ۵ نفر و تعداد پرسنل پرستاری ۱۰۱ نفر است. تعداد مراجعین سرپایی و بستری بیمارستان سالیانه حدود ۱۲۵۰۰۰ نفر می‌باشد.
این بیمارستان دارای بخش‌های داخلی، عفونی، اطفال، زنان زایمان، جراحی، ارتوپدی، CCU، Post CCU، نوزادان و اورژانس؛ درمانگاههای اطفال، زنان، قلب و عروق، اورولوژی، داخلی، عفونی، چشم، اعصاب و روان، گوش و حلق و بینی، جراحی عمومی، دندانپزشکی، داخلی اعصاب و تنظیم خانواده و واحدهای پاراکلینیک آزمایشگاه، رادیولوژی و فیزیوتراپی می‌باشند.
انجام روش سم‌زدائی فوق سریع در معتادین برای اولین بار در ایران در این مرکز صورت گرفته است.